# Indépendance (album)
Pour les articles homonymes, voir Indépendance.
Albums de Jul
Demain ça ira
(2021) Extraterrestre
(2022)
Singles
1. Ma Casio
Sortie : 29 novembre 2021

Indépendance est le seizième album studio du rappeur français Jul. Il est sorti le 10 décembre 2021 sous le label D'or et de platine.

## Genèse
Un mois seulement après la sortie du projet collectif Le Classico organisé regroupant plusieurs dizaines de rappeurs des Bouches-du-Rhône et d'Île-de-France, dont Jul a été à l'initiative, il annonce la date de sortie de ce nouvel album de décembre comme chaque année depuis le début de sa carrière.
Le titre de l'album fait référence à l'indépendance de Jul dans la musique depuis qu'il a quitté son ancien label en 2015. En effet, depuis cette date, il crée son propre label indépendant D'or et de platine sans jamais signer chez une maison de disques.[réf. nécessaire][Interprétation personnelle ?]
Pour ce projet, Jul collabore une nouvelle fois avec des artistes proches de lui : Naps, Morad et Houari, ainsi que Gips et Moubarak, ses deux protégés de son autre label Rien 100 Rien. Au total, l'album compte 23 titres.
Le premier titre dévoilé de l'album est le titre Ma Casio.

## Liste des titres
| No  | Titre                                      | Durée |
| --- | ------------------------------------------ | ----- |
| 1.  | Aghju Capitu                               | 2:57  |
| 2.  | Le Charbon c'est le casino                 | 3:50  |
| 3.  | Beuh à la framboise                        | 2:53  |
| 4.  | Toda la noche (feat. Morad et Naps)        | 5:15  |
| 5.  | Love de moi                                | 3:01  |
| 6.  | Rallumer le toupew                         | 3:29  |
| 7.  | Que ça se mêle                             | 3:00  |
| 8.  | Flow mitraillette                          | 3:34  |
| 9.  | La Miss                                    | 4:01  |
| 10. | Que la vérité                              | 2:55  |
| 11. | La Street (feat. Morad)                    | 3:20  |
| 12. | Je calcule personne                        | 2:50  |
| 13. | Cette fois                                 | 4:09  |
| 14. | La Sacem à Madonna                         | 3:12  |
| 15. | La Frappe (feat. Gips, Houari et Moubarak) | 3:05  |
| 16. | Maison Margiela                            | 3:01  |
| 17. | N'oublie pas tes métaux                    | 2:32  |
| 18. | Nine                                       | 2:56  |
| 19. | Dans la zon                                | 3:32  |
| 20. | Boulevard des problèmes                    | 3:05  |
| 21. | Dans la cour                               | 5:08  |
| 22. | Chemin de morgiou                          | 2:59  |
| 23. | Ma Casio                                   | 3:25  |

## Titres certifiés en France
- Love de moi  Or[4]
- La Miss  Diamant[5]
- La Street (feat. Morad)  Diamant[6]
- Ma Casio  Platine[7]
- Boulevard des problèmes  Or

## Accueil critique et commercial

### Accueil critique
Le journal Ouest France remarque que le style de musique de Jul « ne se renouvelle pas ». Un avis partagé par de nombreux internautes et depuis de nombreuses années. En effet, beaucoup de ses détracteurs et même certains de ses fans reprochent à l'artiste de privilégier la quantité à la qualité et aimeraient voir le rappeur s'absenter plus longtemps et sortir un album plus travaillé, plutôt que de sortir plusieurs albums dans une année mais avec beaucoup de similitudes dans les instrumentales et les paroles,.

### Accueil commercial
En 24h sur Spotify, l'album réalise plus de 3,5 millions de streams. En trois jours, l'album s'écoule à 15 676 exemplaires. En une semaine, l'album s'écoule à 29 392 exemplaires. Trois semaines après sa sortie, l'album est certifié disque d'or. Il s'agit du vingtième disque d'or de la carrière de Jul, un record dans le rap français.

## Classements et certification

### Classements
Une semaine après sa sortie, l'album se classe en cinquième position.

### Certifications et ventes
| Région        | Certification | Ventes/Streams |
| ------------- | ------------- | -------------- |
| France (SNEP) | 2 × Platine   | 200 000        |